# The Hills Have Eyes (film fra 2006)
The Hills Have Eyes er en amerikansk gyserfilm fra 2006. Filmen som er skrevet af filmproduktions-partnerene Alexandre Aja og Grégory Levasseur fra den franske horror film Haute Tension, og instrueret af Aja, kostede 15 millioner dollar at skabe og indtjente 70 millioner, så den blev en økonomisk succes. En efterfølger, The Hills Have Eyes 2, blev udgivet i biograferne 23. marts 2007.
Den er en genindspilning af originalfilmen, der udkom i 1977. Handlingen er ligeledes den samme. Familien Carter er fanget i ørkenen i New Mexico, efter deres autocamper er brudt sammen og pludselig angriber mutanter dem alle, fra en nærliggende landsby. Mutationerne er sket som følge af atomprøvesprængninger af den amerikanske regering fra 1945 til 1962.

## Medvirkende
- Aaron Stanford — Doug Bukowski
- Emilie de Ravin — Brenda Carter
- Dan Byrd — Bobby Carter
- Vinessa Shaw — Lynne Bukowski
- Kathleen Quinlan — Ethel Carter
- Ted Levine — Bob Carter
- Robert Joy — Lizard
- Maisie Camilleri Preziosi — Baby Catherine
- Laura Ortiz — Ruby
- Billy Drago — Papa Jupiter
- Michael Bailey Smith — Pluto
- Tom Bower og Desmond Askew — Big Brain
- Ezra Buzzington — Goggle